# Dessia
Dessia korábbi község (település) Franciaországban, Jura megyében. 2017. január 1-jén Lains és Montagna-le-Templier községgel egyesült és Montlainsia új község része lett.
Lakosainak száma 66 fő (2018. január 1.). Dessia Valfin-sur-Valouse, Dramelay és Lains községekkel határos.

## Népesség
A település népességének változása:
| Lakosok száma | 83   | 83   | 72   | 61   | 70   | 68   | 59   | 62   | 66   | 66   |
|               | 1968 | 1975 | 1982 | 1990 | 1999 | 2011 | 2013 | 2015 | 2017 | 2018 |